# Municipio de Center (condado de Snyder)
El municipio de Center (en inglés: Center Township) es un municipio ubicado en el condado de Snyder en el estado estadounidense de Pensilvania. En el año 2000 tenía una población de 2.162 habitantes y una densidad poblacional de 39 personas por km².

## Geografía
El municipio de Center se encuentra ubicado en las coordenadas 40°50′00″N 77°07′35″O / 40.83333, -77.12639.

## Demografía
Según la Oficina del Censo en 2000 los ingresos medios por hogar en la localidad eran de $34,570 y los ingresos medios por familia eran $38,875. Los hombres tenían unos ingresos medios de $29,250 frente a los $17,581 para las mujeres. La renta per cápita para la localidad era de $13,240. Alrededor del 10,4% de la población estaban por debajo del umbral de pobreza.